# Георгий I Гуриели
Георгий (I) Гуриели (груз.: გიორგი (I) გურიელი; ум. 1512) — эристави, позднее первый владетельный князь (мтавари) Гурийского княжества с 1483 по 1512-е годы.

## Биография
Из княжеского дома Гуриэли, одного происхождения с княжеским домом Дадиани. Правнук Липарита I Дадиани (княжившего Одиши 1414—1470).
Георгий I Гуриели был сыном князя Кахабера II Гуриели (правил Гурией 1469—1483) от его жены Анны, и наследником в качестве правителя Гурии, на тот момент полунезависимого княжества, которое образовалась в процессе распада единого Грузинского царства, формально завершенного только в 1491 году.
Затем умер еще Кахабер Гуриели лета Христова 1483, грузинского 171 и Гуриелом сел сын его Гиорги.Вахушти Багратиони, история царства Грузинского (жизнь Имерети)
В результате эристави (фактически наместник) Гурии стал владетельным князем (мтавари), формально же — вассалом царя Имеретии. Георгий Гуриели оставался более или менее верным своим царским сюзеренам, Александру II и Баграту III из династии Багратионов, и занимал ранг Великого магистра двора при царях Имеретии.
Сей Александр не добился счастья своего битвами и смутами и умиротворил Имерети. Затем договорился с царем Константином о мире и любви [и] единстве, затем отстранил непокорных и некоторых уничтожил и оставил без наследства и поставил верных и доверенных своих и этим закрепил за собой Имерети. Подчинил он также Дадиана, Гуриела и других владетелей путем [призыва их] в походы, на охоту и службы ему, как [положено] царю.Вахушти Багратиони, история царства Грузинского (жизнь Имерети)
Около 1511 года он уступил Мзечабуку Джакели, атабагу Самцхе, черноморские провинции Аджария и Чанети, которые его отец получил от предшественника Мзечабука. В грамоте Мзечабука, предоставляющей права на монастырь Зарзма кафедре Ацкури, упоминается территориальное приобретение у Гуриели.

## Смерть
Скончался в 1512 году. Престол Гурии перешел к его сыну, Мамии I Гуриели.
Еще в том же году [1512] умер Гиорги Гуриели и с благословения царя Баграта Гуриелом сел Мамия.Вахушти Багратиони, история царства Грузинского (жизнь Имерети)